# Oxford Town
Oxford Town (городок Оксфорд) — песня, сочинённая американским музыкантом и поэтом Бобом Диланом в 1962 году и впервые записанная на его альбоме The Freewheelin' Bob Dylan. Сюжет посвящён беспорядкам, разразившимся на территории кампуса Университета Миссисипи после того, как 20 сентября 1962 года это учебное заведение по прямому указанию президента Джона Кеннеди и под защитой Службы Маршалов США было вынуждено зачислить в ряды студентов афроамериканца Джеймса Мередита. В столкновениях несколько студентов были ранены, двое погибли. Название песне дал городок Оксфорд, на территории которого расположен студенческий кампус.

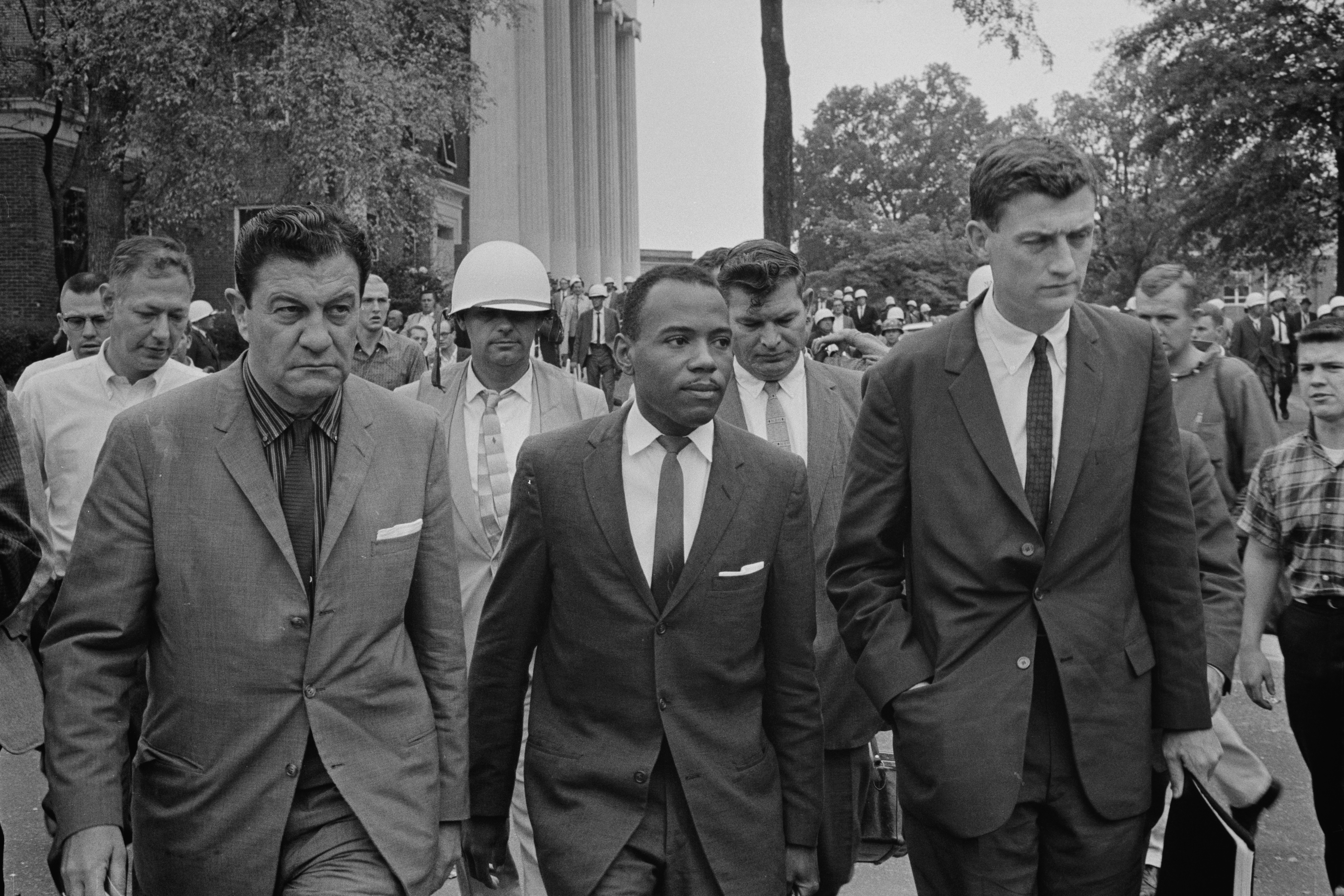
Чернокожий студент Джеймс Мередит идёт на занятия в Университете Миссисипи в сопровождении двух маршалов: Джеймса Макшейна (слева) и Джона Дора (справа).

## Кавер-версии
- Crooked Still (блюграсс-группа)